# Frank Schäffler

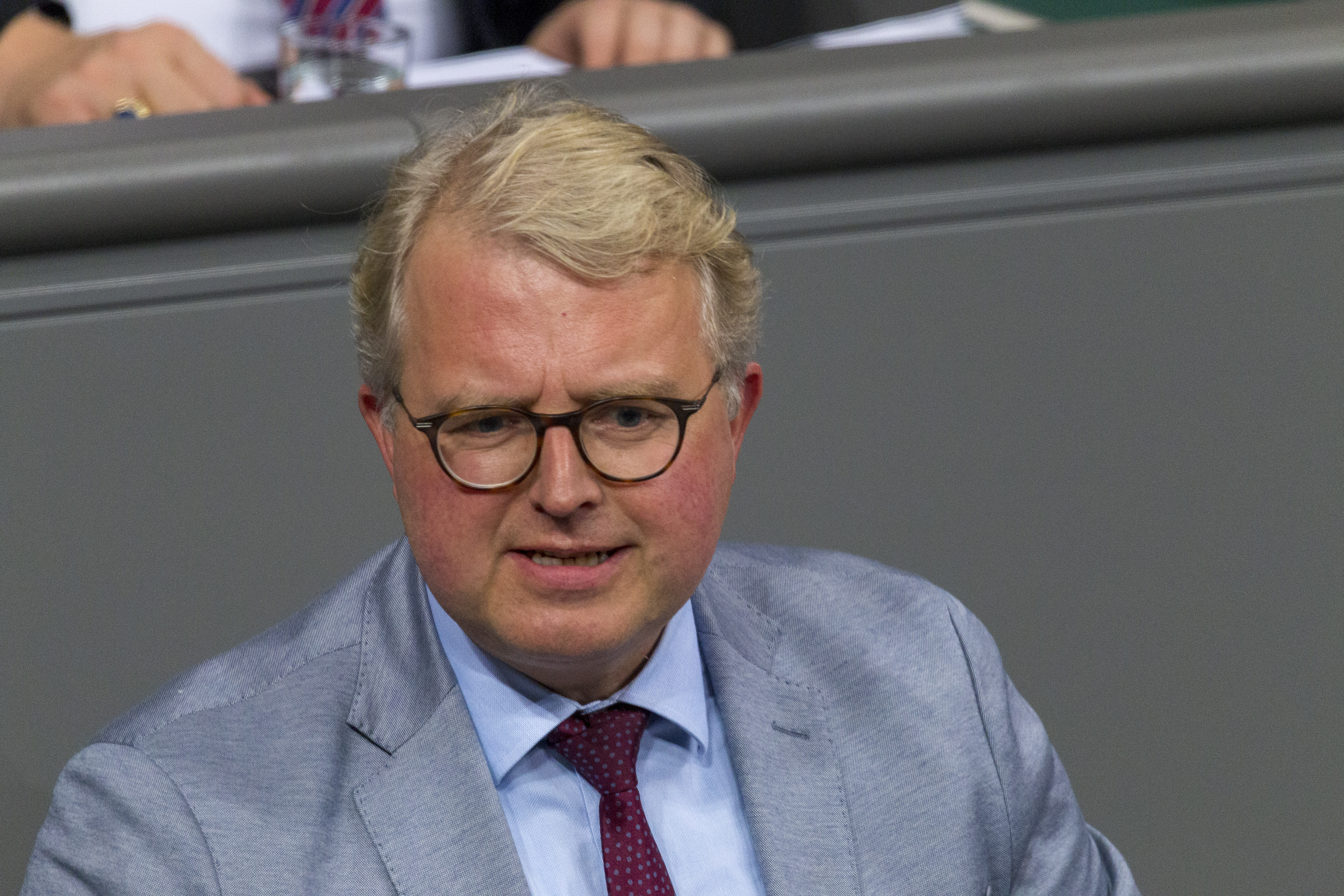
Frank Schäffler in 2020

Frank Schaeffler (Schwäbisch Gmünd, 22 december 1968) is een Duitse politicus. Hij zit namens de FDP in de Bondsdag.
Op 4 oktober 2011 kondigde Schaeffler aan genoeg handtekeningen te hebben verzameld om een referendum over toetreding tot het Europees Stabiliteitsmechanisme (ESM) onder de FDP-leden in gang te zetten. Dit referendum mislukte echter in december 2011. Het quorum van een derde van de FDP-leden werd niet bereikt. Daarnaast behaalde Schäfflers standpunt slechts 44,2% van de geldige stemmen. Een meerderheid van 54,5% stemde in met de concurrerende stelling van het landelijk partijbestuur.

## Voetnoten
1. ↑  (de)  FDP-Rebellen erzwingen brisantes Basisvotum., 4 oktober 2011
2. ↑  (de)  Knapper Sieg des FDP-Vorstands über Euro-Skeptiker]. in: FAZ, 16e december 2011. Betreden op 16 december 2011.

- Gemeinsame Normdatei: 137461275
- International Standard Name Identifier: 0000 0000 5585 2797
- Nationale Bibliotheek van Polen: a0000003768408
- Nederlandse Thesaurus van Auteursnamen: 387214119
- Réseau des bibliothèques de Suisse occidentale: 02-A027342642
- Virtual International Authority File: 81649490
- WorldCat: E39PBJt8fdDFTqWVPyy8Pjyw4q